# Amstel Gold Race 1973
L'Amstel Gold Race 1973, ottava edizione della corsa, si svolse il 7 aprile 1973 su un percorso di 238 km da Heerlen a Meerssen. 
Fu vinto dal belga Eddy Merckx, che terminò in 6h 38' 16".

## Ordine d'arrivo (Top 10)
| Pos. | Corridore              | Squadra     | Tempo    |
| ---- | ---------------------- | ----------- | -------- |
| 1    | Eddy Merckx            | Molteni     | 6h38'16" |
| 2    | Frans Verbeeck         | Watney-Maes | a 3'13"  |
| 3    | Herman Van Springel    | Rokado      | a 3'15"  |
| 4    | Joop Zoetemelk         | Gitane      | a 3'49"  |
| 5    | Hennie Kuiper          | Ha-Ro       | a 4'15"  |
| 6    | Albert Van Vlierberghe | Rokado      | a 5'35"  |
| 7    | Ronald De Witte        | Flandria    | a 5'40"  |
| 8    | Freddy Maertens        | Flandria    | a 5'59"  |
| 9    | Walter Godefroot       | Flandria    | a 8'05"  |
| 10   | Santiago Lazcano       | KAS-Kaskol  | a 8'10"  |